# VidIQ
 (janvier 2022).
vidIQ est un site web d'éducation en ligne qui propose des tutoriels et des analyses sur la croissance des chaînes YouTube. Le site web dispose également d'une extension Google Chrome, qui permet aux utilisateurs d'analyser les données d'analyse YouTube.,,. vidIQ a souvent été comparé à l'extension Google Chrome TubeBuddy, qui présente des fonctionnalités similaires à celles de vidIQ.

## Histoire
vidIQ a été fondée par Rob Sandie et Todd Troxell à Bethléem, en Pennsylvanie en 2011. Sandie et Troxell se concentraient à l'origine sur les problèmes de distribution du site web, mais ils se sont ensuite concentrés sur les analyses YouTube. En mars 2013, vidIQ est apparu à la Founders Den Demo Night. En juin 2013, le site web a été vérifié par YouTube après avoir réussi le programme de certification de YouTube.
En 2016, le groupe de hackers OurMine a piraté plusieurs grandes chaînes YouTube après que leurs mots de passe aient été divulgués dans des vidages de bases de données tierces. Après avoir piraté des comptes, OurMine a utilisé la capacité de vidIQ à modifier tous les titres et descriptions vidéo d'une chaîne à la fois pour ajouter « Hacked by OurMine ». vidIQ a pris les violations de données "très au sérieux" et a temporairement suspendu les actions du site relatives à l'API YouTube. Pour éviter d'autres violations, vidIQ a réinitialisé les mots de passe de la plupart des gros YouTubers et a mis en place une fonction d'authentification à plusieurs facteurs lorsque les utilisateurs tentent de modifier les titres et les descriptions des vidéos.

## Accueil
En mai 2020, Manikanta Immanni de BabbleSports a examiné le site web et son extension Google Chrome, dans laquelle Immanni a fait l'éloge de vidIQ pour de nombreuses raisons. Mashable a répertorié vidIQ comme l'un des meilleurs moyens de développer une chaîne YouTube.